# Kultura Đông Sơn
Kultura Đông Sơn ali kultura Lạc Việt (imenovana po sodobni vasi Đông Sơn, vasi v mestu Thanh Hóa, Vietnam) je bila bronastodobna kultura v starodavnem Vietnamu s središčem v dolini [[Rdeča reka|Rdeče reke]g v severnem Vietnamu od leta 1000 pred našim štetjem do prvega stoletja našega štetja.:207   Vietnamski zgodovinarji pripisujejo kulturo državama Văn Lang in Âu Lạc. Njen vpliv se je razširil na druge dele jugovzhodne Azije, vključno s pomorsko jugovzhodno Azijo, od približno 1000 pr. n. št. do 1 pr. n. št..
Ljudstvo Đông Sơn je bilo vešče gojenja riža, reje vodnih bivolov in prašičev, ribolova in jadranja v dolgih kanujih. Bili so tudi spretni v ulivanju v bronu, kar dokazuje Đông Sơn boben, ki ga najdemo povsod po severnem Vietnamu in Južni Kitajski.
Južno od kulture Đông Sơn je bila kultura Sa Huỳnh proto-Chami.

## Identiteta
Ljudje kulture Đông Sơn so govorili avstroazijske ali severne tajske jezike ali pa so bili avstroazijski govorci s precejšnjim stikom in mešanico z govorcev tai.
Arheogenetika je pokazala, da so bili pred obdobjem Đông Sơn prebivalci delte Rdeče reke pretežno Avstroazijski. Genetski podatki z grobišča Mán Bạc vietnamske kulture Phùng Nguyên so pokazali tesno bližino sodobnih avstroazijskih govorcev, kot so Kmeri in Mlabri; medtem pa je »mešana genetika« iz mesta Núi Nấp kulture Đông Sơn pokazala afiniteto do »Dai iz Kitajske, govorci tai-kadai iz Tajske in govorci avstroazijskega jezika iz Vietnama, vključno z Việtom«.
Ferlus (2009) je pokazal, da izumi pestila, vesla in ponve za kuhanje lepljivega riža, ki je glavna značilnost kulture Đông Sơn, ustrezajo ustvarjanju novih leksikonov za te izume v severni vietščini (Việt–Mường) in osrednje vietsko (Cuoi-Toum).  Dokazano je, da so novi besednjaki, ki označujejo te izume, izpeljani iz izvirnih glagolov in ne izposojenih leksikalnih enot. Trenutna porazdelitev severnega vietizma prav tako ustreza območju kulture Đông Sơn. Tako Ferlus sklepa, da je bila Dongsonska kultura vietskega izvora in so bili neposredni predniki sodobnih Vietnamcev.

## Izvor
Izvor kulture Đông Sơn lahko izsledimo v starodavnih bronastih odlitkih. Znanstveniki so izvor tehnologije ulivanja brona tradicionalno iskali na Kitajskem, vendar so med arheološkimi odkritji v 1970-ih v Isanu na Tajskem ugotovili, da se je ulivanje brona najprej začelo v jugovzhodni Aziji, nato pa se je razširilo na Kitajsko, ali pa se je praksa razvila neodvisno od Kitajske. Industrija brona Đông Sơn ima torej lokalni izvor v jugovzhodni Aziji, namesto da bi bila uvedena z migracijami iz Kitajske. Kultura Gò Mun je povzročila kulturo Đông Sơn; Đông Sơn je bil vrhunec bronaste dobe in uvodna stopnja železne dobe.
Bronaste bobne so uporabljali za vojno, »poglavar z udarcem v boben skliče bojevnike plemena«, ob žalovanju in ob praznikih. »Prizori na bobnih nam govorijo, da so imeli voditelji Đông Sơn dostop do bronastih livarjev izjemne spretnosti«. Ulivanje izgubljenega voska je temeljilo na kitajskih ustanoviteljih, vendar so prizori lokalni, vključno z bobnarji in drugimi glasbeniki, bojevniki, pridelavo riža, pticami, jeleni, vojnimi plovili in geometrijskimi oblikami.:200–202
Bronasti bobni so bili izdelani v znatnih deležih v severnem Vietnamu, Laosu in delih Junana. Bronasti bobni Đông Sơn kažejo »izjemno spretnost«. Boben Cổ Loa tehta 72 kilogramov in bi zahteval taljenje od 1 do 7 ton bakrove rude.
Prikaze površine bobna Đông Sơn je mogoče videti v nekaterih kulturnih ustanovah v Vietnamu.